# Bumerang (revista)
Bumerang va ser una revista de còmic espanyola, publicada per l'editorial Nueva Frontera entre 1978 i 1979, amb 24 números publicats. Combinava el material espanyol amb l'importat. A partir del número 14 pasa a anomenar-se Super Bumerang.

## Sèries
| Números          | Títol                           | Guió                | Dibuix              | Tipus          | Procedència    |
| ---------------- | ------------------------------- | ------------------- | ------------------- | -------------- | -------------- |
| 1-2              | Amargo                          | Víctor de la Fuente | Víctor de la Fuente | Sèrie          |                |
| 1, 3, 8, 9       | Al Crane                        | Gérard Lauzier      | Alexis              | Sèrie          |                |
| 3-4              | Mathai-Dor                      | Víctor de la Fuente | Víctor de la Fuente | Sèrie          | "Trinca"       |
| 3                | Escenas de la vida de periferia | Caza                | Caza                | Sèrie          |                |
| 5-6              | Los escorpiones del desierto    | Hugo Pratt          | Hugo Pratt          | Sèrie          |                |
| 5                | Number One                      | Artur Aldomá        | Artur Aldomá        | Sèrie          |                |
| 7                | Alma de Dragón                  | Esteban Maroto      | Esteban Maroto      | Sèrie          | "Trinca"       |
| 8, 9, 10, 11, 12 | Andy Capp                       | Reg Smythe          | Reg Smythe          | Tira de premsa |                |
| 9-12             | Los náufragos del tiempo        | Paul Gillon         | Jean-Claude Forest  | Sèrie          |                |
| 12               | Thorgal                         | Jean Van Hamme      | Grzegorz Rosinski   | Sèrie          |                |
| 15               | Garth                           |                     | Frank Bellamy       | Tira de premsa | Daily Mirror   |
| 15, 17           | Wes Slades                      |                     | George Stokes       | Tira de premsa | Sunday Express |
| 16, 17           | Sturmtruppen                    | Bonvi               | Bonvi               | Tira de premsa |                |
| 16               | Buddy Longway                   | Derib               | Dèrib               | Serie          |                |
| 17               | Dulce Violeta                   | G. Dewamme          | J. C. Servais       | Sèrie          |                |
| 21               | En el bar                       | Carlos Sampayo      | José Muñoz          | Sèrie          |                |
| 22-              | Soledad                         | Fisher              | Tito                | Sèrie          | À Suivre       |
| 24               | Jeff Hawke                      |                     | Sydney Jordan       | Tira de premsa | Daily Express  |